# 山崎広明
山崎 広明（山崎 廣明、やまざき ひろあき、1934年1月3日 - 2025年4月7日）は、日本の経済学者。東京大学名誉教授、東海学園大学名誉教授。専攻は日本産業史、経営史。

## 略歴
福岡県福岡市出身。1952年福岡県立修猷館高等学校を経て、1956年東京大学経済学部卒業。同年農林中央金庫に就職するが、1958年2月に退職。同年4月東京大学大学院社会科学研究科応用経済学専門課程修士課程に入学し、1960年3月修了。1963年3月東京大学大学院社会科学研究科応用経済学専門課程博士課程単位取得退学。
1963年4月神奈川大学法経学部専任講師となり、1966年4月同助教授。1967年4月法政大学経営学部助教授に転じる。1971年10月東京大学社会科学研究所助教授となり、1975年4月同教授、1992年4月同所長に就任する。1994年3月停年退官。
その後、埼玉大学経済学部教授を経て、東海学園大学経営学部教授、学部長、大学院経営学研究科長を歴任、この間学校法人の理事も務め、最後は特任教授で、2012年3月退職。
2012年11月瑞宝中綬章受章。

## 著書
この一覧は未完成です。加筆、訂正して下さる協力者を求めています。
- 『日本化繊産業発達史論』東京大学出版会、1975年